# Jugoszlávia az 1972. évi nyári olimpiai játékokon
Jugoszlávia az NSZK-beli Münchenben megrendezett 1972. évi nyári olimpiai játékok egyik részt vevő nemzete volt. Az országot az olimpián 15 sportágban 126 sportoló képviselte, akik összesen 5 érmet szereztek.

## Érmesek
| Érem  | Versenyző | Sportág   | Versenyszám        |
| ----- | --- | --------- | ------------------ |
| Arany | Nemzeti válogatott Abaz Arslanagić Petar Fajfrić Hrvoje Horvat Milorad Karalić Đorđe Lavrnić Milan Lazarević Zdravko Miljak Slobodan Mišković Branislav Pokrajac Nebojša Popović Miroslav Pribanić Albin Vidović Zoran Živković Zdenko Zorko | Kézilabda | Férfi              |
| Arany | Mate Parlov | Ökölvívás | Félnehézsúly       |
| Ezüst | Josip Čorak | Birkózás  | Kötöttfogás, 90 kg |
| Bronz | Milan Nenadić | Birkózás  | Kötöttfogás, 82 kg |
| Bronz | Zvonimir Vujin | Ökölvívás | Kisváltósúly       |

## Atlétika
Férfi
| Versenyző                                             | Versenyszám     | Előfutam | Előfutam | Előfutam | Negyeddöntő | Negyeddöntő | Negyeddöntő | Elődöntő | Elődöntő | Elődöntő | Döntő    | Döntő    |
| Versenyző                                             | Versenyszám     | Idő      | Hely.    | Össz.    | Idő         | Hely.       | Össz.       | Idő      | Hely.    | Össz.    | Idő      | Helyezés |
| ----------------------------------------------------- | --------------- | -------- | -------- | -------- | ----------- | ----------- | ----------- | -------- | -------- | -------- | -------- | -------- |
| Josip Alebić                                          | 400 m           | 47,01    | 6.       | 33.*     | kiesett     | kiesett     | kiesett     | kiesett  | kiesett  | kiesett  | kiesett  | kiesett  |
| Jože Međimurec                                        | 800 m           | 1:48,1   | 2.       | 17.      |             |             |             | 1:49,0   | 4.       | 15.      | kiesett  | kiesett  |
| Jože Međimurec                                        | 1500 m          | 3:52,1   | 8.       | 57.      |             |             |             | kiesett  | kiesett  | kiesett  | kiesett  | kiesett  |
| Dane Korica                                           | 10 000 m        | 28:22,24 | 4.       | 13.      |             |             |             |          |          |          | 28:15,18 | 7.       |
| Miro Kocuvan Laszlo Ubori JJosip Alebić Milorad Čikić | 4 × 400 m váltó | 3:05,70  | 5.       | 12.      |             |             |             |          |          |          | kiesett  | kiesett  |

| Versenyző        | Versenyszám   | Selejtező | Selejtező | Döntő    | Döntő    |
| Versenyző        | Versenyszám   | Eredmény  | Helyezés  | Eredmény | Helyezés |
| ---------------- | ------------- | --------- | --------- | -------- | -------- |
| Milan Spasojević | Hármasugrás   | 15,69 m   | 25.       | kiesett  | kiesett  |
| Ivan Ivančić     | Súlylökés     | 18,95 m   | 19.       | kiesett  | kiesett  |
| Zdravko Pečar    | Diszkoszvetés | 57,84 m   | 18.       | kiesett  | kiesett  |
| Strećko Štiglić  | Kalapácsvetés | 69,60 m   | 6.        | 68,34 m  | 14.      |

Női
| Versenyző    | Versenyszám | Előfutam | Előfutam | Előfutam | Elődöntő | Elődöntő | Elődöntő | Döntő   | Döntő    |
| Versenyző    | Versenyszám | Idő      | Hely.    | Össz.    | Idő      | Hely.    | Össz.    | Idő     | Helyezés |
| ------------ | ----------- | -------- | -------- | -------- | -------- | -------- | -------- | ------- | -------- |
| Vera Nikolić | 800 m       | 1:59,62  | 2.       | 2.       | 2:01,49  | 4.       | 5.       | 1:59,98 | 5.       |
| Vera Nikolić | 1500 m      | 4:23,36  | 9.       | 32.      | kiesett  | kiesett  | kiesett  | kiesett | kiesett  |

| Versenyző         | Versenyszám   | Selejtező | Selejtező | Döntő    | Döntő    |
| Versenyző         | Versenyszám   | Eredmény  | Helyezés  | Eredmény | Helyezés |
| ----------------- | ------------- | --------- | --------- | -------- | -------- |
| Breda Babošek     | Magasugrás    | 173 cm    | 24.       | kiesett  | kiesett  |
| Snežana Hrepevnik | Magasugrás    | 176 cm    | 15.       | 176 cm   | 20.      |
| Radojka Francoti  | Távolugrás    | 602 cm    | 25.       | kiesett  | kiesett  |
| Nataša Urbančič   | Gerelyhajítás | 57,02 m   | 4.        | 59,06 m  | 5.       |

| Versenyző   | Versenyszám | 100 m gát | 100 m gát | Súlylökés | Súlylökés | Magasugrás | Magasugrás | Távolugrás | Távolugrás | 200 m | 200 m | Végeredmény | Végeredmény |
| Versenyző   | Versenyszám | Idő       | Pont      | Eredmény  | Pont      | Eredmény   | Pont       | Eredmény   | Pont       | Idő   | Pont  | Pont        | Helyezés    |
| ----------- | ----------- | --------- | --------- | --------- | --------- | ---------- | ---------- | ---------- | ---------- | ----- | ----- | ----------- | ----------- |
| Đurđa Fočić | Ötpróba     | 13,96     | 871       | 12,58 m   | 755       | 171 cm     | 945        | 592 cm     | 888        | 24,70 | 873   | 4332        | 11.         |

* - három másik versenyzővel azonos időt ért el

## Birkózás
Kötöttfogású
| Versenyző         | Versenyszám | 1. forduló                          | 2. forduló                          | 3. forduló                         | 4. forduló                          | 5. forduló                  | 6. forduló        | 7. forduló        | Döntő                                                                                           | Helyezés    |
| Versenyző         | Versenyszám | Ellenfél Eredmény                   | Ellenfél Eredmény                   | Ellenfél Eredmény                  | Ellenfél Eredmény                   | Ellenfél Eredmény           | Ellenfél Eredmény | Ellenfél Eredmény | Ellenfél Eredmény                                                                               | Helyezés    |
| ----------------- | ----------- | ----------------------------------- | ----------------------------------- | ---------------------------------- | ----------------------------------- | --------------------------- | ----------------- | ----------------- | ----------------------------------------------------------------------------------------------- | ----------- |
| Boško Marinko     | 52 kg       | Javier León (PER) · kétvállas       | Doncsecz József (HUN) · kétvállas   | Gheorghe Stoiciu (ROU) · kétvállas | Hirajama Kóicsiró (JPN) · kétvállas | kiesett                     |                   |                   | kiesett                                                                                         | helyezetlen |
| Karlo Čović       | 57 kg       | Khristo Traykov (BUL) · 3-1         | Alam Mir (AFG) · kétvállas          | Ion Baciu (ROU) · 3-1              | kiesett                             | kiesett                     | kiesett           | kiesett           | kiesett                                                                                         | helyezetlen |
| Slavko Koletić    | 62 kg       | James Hazewinkel (USA) · kétvállas  | Théodule Toulotte (FRA) · kétvállas | Ion Păun (ROU) · 3-1               | Kazimierz Lipień (POL) · 3.5-0.5    | kiesett                     | kiesett           |                   | kiesett                                                                                         | helyezetlen |
| Sreten Damjanović | 68 kg       | Manfred Schöndorfer (FRG) · 2.5-2.5 | Steer Antal (HUN) · 1-3             | Mohamed Bahamou (MAR) · kétvállas  | Tanoue Takasi (JPN) · kétvállas     | kiesett                     | kiesett           |                   | kiesett                                                                                         | helyezetlen |
| Momir Kecman      | 74 kg       | Gary Neist (USA) · 1-3              | Marcel Vlad (ROU) · 1-3             | Date Dzsiicsiró (JPN) · kétvállas  | Werner Schröter (FRG) · 2.5-2.5     | Jan Karlsson (SWE) · 3-1    |                   |                   | kiesett                                                                                         | 5.          |
| Milan Nenadić     | 82 kg       | André Bouchoule (FRA) · kétvállas   | Jimmy Martinetti (SUI) · kétvállas  | Szató Szadao (JPN) · kétvállas     | Frank Hartmann (GDR) · 3-1          | Miroslav Janota (TCH) · 1-3 |                   |                   | 1. mérkőzés · Hegedűs Csaba (HUN) · 3-1 · 2. mérkőzés · Anatolij Nazarenko (URS) · visszalépett |             |
| Josip Čorak       | 90 kg       | Barend Kops (NED) · nem vett részt  | Lothar Metz (GDR) · 1-3             | Czesław Kwieciński (POL) · 2-2     | Nicolae Neguţ (ROU) · kétvállas     | erőnyerő                    |                   |                   | 1. mérkőzés · Valerij Rezancev (URS) · 3-1 · Hozott eredmény · Czesław Kwieciński (POL) · 2-2   |             |
| Ištvan Semeredi   | +100 kg     | Miguel Zambrano (PER) · kétvállas   | Curuta Tomomi (JPN) · kétvállas     | Csatári József (HUN) · kizárták    | Alekszandar Tomov (BUL) · kétvállas |                             |                   |                   | kiesett                                                                                         | 4.          |

Szabadfogású
| Versenyző    | Versenyszám | 1. forduló                      | 2. forduló                 | 3. forduló        | 4. forduló                    | 5. forduló        | 6. forduló        | 7. forduló        | Döntő             | Helyezés    |
| Versenyző    | Versenyszám | Ellenfél Eredmény               | Ellenfél Eredmény          | Ellenfél Eredmény | Ellenfél Eredmény             | Ellenfél Eredmény | Ellenfél Eredmény | Ellenfél Eredmény | Ellenfél Eredmény | Helyezés    |
| ------------ | ----------- | ------------------------------- | -------------------------- | ----------------- | ----------------------------- | ----------------- | ----------------- | ----------------- | ----------------- | ----------- |
| Risto Darlev | 57 kg       | Ghulam Sideer (AFG) · kétvállas | Ditta Allah (PAK) · 1-3    | erőnyerő          | Horst Mayer (GDR) · kétvállas | kiesett           | kiesett           | kiesett           | kiesett           | helyezetlen |
| Safer Sali   | 68 kg       | Dan Gable (USA) · kétvállas     | Ronald Ouellet (CAN) · 3-1 | kiesett           | kiesett                       |                   |                   |                   | kiesett           | helyezetlen |

## Cselgáncs
| Versenyző        | Versenyszám  | Csoport | Selejtező         | 1. forduló                                  | 2. forduló                    | 3. forduló                | 4. forduló        | Vigaszág 1. forduló | Vigaszág 2. forduló | Vigaszág 3. forduló | Elődöntő          | Döntő             | Helyezés    |
| Versenyző        | Versenyszám  | Csoport | Ellenfél Eredmény | Ellenfél Eredmény                           | Ellenfél Eredmény             | Ellenfél Eredmény         | Ellenfél Eredmény | Ellenfél Eredmény   | Ellenfél Eredmény   | Ellenfél Eredmény   | Ellenfél Eredmény | Ellenfél Eredmény | Helyezés    |
| ---------------- | ------------ | ------- | ----------------- | ------------------------------------------- | ----------------------------- | ------------------------- | ----------------- | ------------------- | ------------------- | ------------------- | ----------------- | ----------------- | ----------- |
| Stanko Topolčnik | Könnyűsúly   | B       |                   | Erich Pointner (AUT) · GY                   | Marian Tałaj (POL) · V        | kiesett                   | kiesett           |                     |                     |                     |                   |                   | 13.         |
| Joze Skraba      | Váltósúly    | A       |                   | Justin Andriamanantena (MAD) · visszalépett | kiesett                       | kiesett                   | kiesett           |                     |                     |                     |                   |                   | helyezetlen |
| Slavko Obadov    | Középsúly    | A       | erőnyerő          | Choidoryn Övgönkhüü (MGL) · GY              | Philip Illingworth (CAN) · GY | Guram Gogolauri (URS) · V | kiesett           |                     |                     |                     |                   |                   | 11.         |
| Pavle Bajčetić   | Félnehézsúly | B       |                   | erőnyerő                                    | Eduard Aellig (AUT) · GY      | Chiaki Ishii (BRA) · V    | kiesett           |                     |                     |                     |                   |                   | 11.         |
| Pavle Bajčetić   | Nyílt        | A       |                   | Csuang Csen-vu (Juang Jen-Wuh) (ROC) · GY   | Johnny Watts (USA) · V        | kiesett                   | kiesett           |                     |                     |                     |                   |                   | 11.         |

## Evezés
| Versenyző | Versenyszám              | Előfutam | Előfutam | Vigaszág | Vigaszág | Elődöntő | Elődöntő | Döntő   | Döntő   | Döntő   | Helyezés    |
| Versenyző | Versenyszám              | Idő      | Hely.    | Idő      | Hely.    | Idő      | Hely.    | Típus   | Idő     | Hely.   | Helyezés    |
| --- | ------------------------ | -------- | -------- | -------- | -------- | -------- | -------- | ------- | ------- | ------- | ----------- |
| Duško Mrduljaš Nikola Mardešić | Kormányos nélküli kettes | 7:40,47  | 3.       | 7:40,84  | 2.       | 8:01,58  | 6.       | B       | 7:43,20 | 5.      | 11.         |
| Marko Mandič Jože Berc Jure Potočnik Miloš Janša                                                                                        | Kormányos nélküli négyes | 7:05,00  | 4.       | 7:18,18  | 4.       | kiesett  | kiesett  | kiesett | kiesett | kiesett | helyezetlen |
| Josip Despot Zdravko Gracin Mladen Ninić Romano Bajlo Zdravko Huljev Stevo Macura Janez Grbelja Josip Bajlo Jadran Radovčić (kormányos) | Nyolcas                  | 6:27,82  | 5.       | 6:25,94  | 6.       | kiesett  | kiesett  | kiesett | kiesett | kiesett | helyezetlen |

## Kajak-kenu

### Síkvízi
Férfi
| Versenyző                                               | Versenyszám         | Előfutam | Előfutam | Előfutam | Vigaszág | Vigaszág | Vigaszág | Elődöntő | Elődöntő | Elődöntő | Döntő   | Döntő    |
| Versenyző                                               | Versenyszám         | Idő      | Hely.    | Össz.    | Idő      | Hely.    | Össz.    | Idő      | Hely.    | Össz.    | Idő     | Helyezés |
| ------------------------------------------------------- | ------------------- | -------- | -------- | -------- | -------- | -------- | -------- | -------- | -------- | -------- | ------- | -------- |
| Ivan Ohmut Miloš Kralj                                  | Kajak kettes 1000 m | 4:23,20  | 8.       | 24.      | 3:46,05  | 6.       | 11.      | kiesett  | kiesett  | kiesett  | kiesett | kiesett  |
| Zlatomir Šuvački Ivan Ohmut Miloš Kralj Dušan Filipović | Kajak négyes 1000 m | 3:22,98  | 3.       | 8.       | erőnyerő | erőnyerő | erőnyerő | 3:11,21  | 5.       | 9.       | kiesett | kiesett  |

### Szlalom
Férfi
| Versenyző                     | Versenyszám | Döntő         | Döntő         | Döntő         | Döntő         | Döntő         | Helyezés |
| Versenyző                     | Versenyszám | 1. futam      | 1. futam      | 2. futam      | 2. futam      | Jobb eredmény | Helyezés |
| Versenyző                     | Versenyszám | Pont          | Hely.         | Pont          | Hely.         | Pont          | Helyezés |
| ----------------------------- | ----------- | ------------- | ------------- | ------------- | ------------- | ------------- | -------- |
| Zlatan Ibrahimbegović         | Kajak egyes | 427,81        | 27.           | 390,07        | 25.           | 390,07        | 29.      |
| Dubravko Mataković            | Kajak egyes | 383,26        | 22.           | 351,06        | 17.           | 351,06        | 25.      |
| Milan Spasovski               | Kajak egyes | 306,71        | 6.            | 354,15        | 18.           | 306,71        | 9.       |
| Tone Hočevar                  | Kenu egyes  | 653,41        | 19.           | 445,40        | 11.           | 445,40        | 14.      |
| Damjan Prelovšek              | Kenu egyes  | 483,85        | 11.           | 546,11        | 17.           | 483,85        | 17.      |
| Janez Andrijašič Peter Guzelj | Kenu kettes | nem ért célba | nem ért célba | 368,01        | 3.            | 368,01        | 6.       |
| Dušan Tuma Franc Žitnik       | Kenu kettes | 558,55        | 14.           | nem ért célba | nem ért célba | 558,55        | 19.      |

## Kerékpározás

### Országúti kerékpározás
| Versenyző                                              | Versenyszám     | Idő             | Helyezés      |
| ------------------------------------------------------ | --------------- | --------------- | ------------- |
| Radoš Čubrić                                           | Mezőnyverseny   | 4:17:09 (+2:32) | 43.           |
| Eugen Pleško                                           | Mezőnyverseny   | nem ért célba   | nem ért célba |
| Jože Valenčič                                          | Mezőnyverseny   | 4:17:09 (+2:32) | 51.           |
| Janez Zakotnik                                         | Mezőnyverseny   | nem ért célba   | nem ért célba |
| Cvitko Bilić Radoš Čubrić Jože Valenčič Janez Zakotnik | Csapat időfutam | 2:18:28 (+7:11) | 21.           |

## Kézilabda
| Jugoszláv férfi kézilabdacsapat-játékoskeret                                                                           | Jugoszláv férfi kézilabdacsapat-játékoskeret                                                                                   |
| --- | --- |
| - Abaz Arslanagić - Petar Fajfrić - Hrvoje Horvat - Milorad Karalić - Đorđe Lavrnić - Milan Lazarević - Zdravko Miljak | - Slobodan Mišković - Branislav Pokrajac - Nebojša Popović - Miroslav Pribanić - Albin Vidović - Zoran Živković - Zdenko Zorko |

### Eredmények
Csoportkör
D csoport
| Csapat                 | M | Gy | D | V | G+ | G– | Gk  | P |
| ---------------------- | - | -- | - | - | -- | -- | --- | - |
| Jugoszlávia (YUG)      | 3 | 3  | 0 | 0 | 63 | 45 | +18 | 6 |
| Magyarország (HUN)     | 3 | 2  | 0 | 1 | 64 | 45 | +19 | 4 |
| Japán (JPN)            | 3 | 1  | 0 | 2 | 46 | 56 | –10 | 2 |
| Egyesült Államok (USA) | 3 | 0  | 0 | 3 | 46 | 73 | –27 | 0 |

| 1972. augusztus 30. | Jugoszlávia (YUG) | 20 – 14 | Japán (JPN) |  |
| 1972. augusztus 30. | Lavrnić 5         | (11–7)  | Noda 4      |  |
| 1972. augusztus 30. |                   |         |             |  |

| 1972. szeptember 1. | Jugoszlávia (YUG)  | 25 – 15 | Egyesült Államok (USA) |  |
| 1972. szeptember 1. | Pribanić, Horvat 7 | (11–9)  | Abrahamson 6           |  |
| 1972. szeptember 1. |                    |         |                        |  |

| 1972. szeptember 3. | Jugoszlávia (YUG) | 18 – 16 | Magyarország (HUN) |  |
| 1972. szeptember 3. | Lavrnić 8         | (9–8)   | Varga 5            |  |
| 1972. szeptember 3. |                   |         |                    |  |

Középdöntő
F. csoport
A táblázat tartalmazza a D csoportban lejátszott Jugoszlávia – Magyarország 18–16-os eredményt.
| Csapat             | M | Gy | D | V | G+ | G– | Gk  | P |
| ------------------ | - | -- | - | - | -- | -- | --- | - |
| Jugoszlávia (YUG)  | 3 | 3  | 0 | 0 | 56 | 44 | +12 | 6 |
| Románia (ROU)      | 3 | 2  | 0 | 1 | 46 | 39 | +7  | 4 |
| NSZK (FRG)         | 3 | 1  | 0 | 2 | 43 | 51 | –8  | 2 |
| Magyarország (HUN) | 3 | 0  | 0 | 3 | 44 | 55 | –11 | 0 |

| 1972. szeptember 6. | NSZK (FRG)       | 15 – 24 | Jugoszlávia (YUG)    |  |
| 1972. szeptember 6. | Bucher, Karrer 4 | (7–14)  | Lavrnić, Lazarević 6 |  |
| 1972. szeptember 6. |                  |         |                      |  |

| 1972. szeptember 8. | Románia (ROU) | 13 – 14 | Jugoszlávia (YUG) |  |
| 1972. szeptember 8. | Gruia 8       | (4–5)   | Lazarević 6       |  |
| 1972. szeptember 8. |               |         |                   |  |

Döntő
| 1972. szeptember 10. | Jugoszlávia (YUG) | 21 – 16 | Csehszlovákia (TCH) |  |
| 1972. szeptember 10. | Lazarević 6       | (12–5)  | Jarý 6              |  |
| 1972. szeptember 10. |                   |         |                     |  |

| Csapat            | Helyezés |
| ----------------- | -------- |
| Jugoszlávia (YUG) |          |

## Kosárlabda
| Jugoszláv férfi kosárlabdacsapat-játékoskeret                                                                     | Jugoszláv férfi kosárlabdacsapat-játékoskeret                                                       |
| --- | --------------------------------------------------------------------------------------------------- |
| - Dragutin Čermak - Krešimir Ćosić - Miroljub Damjanović - Blagoja Georgijevszki - Vinko Jelovac - Dragan Kapičić | - Žarko Knežević - Milun Marović - Nikola Plećaš - Ljubodrag Simonović - Damir Šolman - Rato Tvrdić |

### Eredmények
Csoportkör
B csoport
| Csapat               | M | Gy | V | P+  | P–  | Pk   |
| -------------------- | - | -- | - | --- | --- | ---- |
| Szovjetunió (URS)    | 7 | 7  | 0 | 639 | 479 | +160 |
| Olaszország (ITA)    | 7 | 5  | 2 | 547 | 471 | +76  |
| Jugoszlávia (YUG)    | 7 | 5  | 2 | 582 | 484 | +98  |
| Puerto Rico (PUR)    | 7 | 5  | 2 | 570 | 531 | +39  |
| NSZK (FRG)           | 7 | 3  | 4 | 482 | 518 | –36  |
| Lengyelország (POL)  | 7 | 2  | 5 | 520 | 536 | –16  |
| Fülöp-szigetek (PHI) | 7 | 1  | 6 | 526 | 666 | –140 |
| Szenegál (SEN)       | 7 | 0  | 7 | 405 | 586 | –181 |

| 1972. augusztus 27. 14:30 | Jugoszlávia (YUG) | 85 – 78 | Olaszország (ITA) |  |
| 1972. augusztus 27. 14:30 | (43–38)           |         |                   |  |

| 1972. augusztus 28. 18:30 | Lengyelország (POL) | 64 – 85 | Jugoszlávia (YUG) |  |
| 1972. augusztus 28. 18:30 | (28–36)             |         |                   |  |

| 1972. augusztus 29. 14:30 | Puerto Rico (PUR) | 79 – 74 | Jugoszlávia (YUG) |  |
| 1972. augusztus 29. 14:30 | (38–31)           |         |                   |  |

| 1972. augusztus 30. 18:30 | Fülöp-szigetek (PHI) | 76 – 117 | Jugoszlávia (YUG) |  |
| 1972. augusztus 30. 18:30 | (33–58)              |          |                   |  |

| 1972. szeptember 1. 9:00 | NSZK (FRG) | 56 – 81 | Jugoszlávia (YUG) |  |
| 1972. szeptember 1. 9:00 | (21–43)    |         |                   |  |

| 1972. szeptember 2. 9:00 | Jugoszlávia (YUG) | 73 – 57 | Szenegál (SEN) |  |
| 1972. szeptember 2. 9:00 | (31–31)           |         |                |  |

| 1972. szeptember 3. 14:30 | Jugoszlávia (YUG) | 67 – 74 | Szovjetunió (URS) |  |
| 1972. szeptember 3. 14:30 | (34–38)           |         |                   |  |

Az 5–8. helyért
| 1972. szeptember 7. 15:00 | Csehszlovákia (TCH) | 63 – 66 | Jugoszlávia (YUG) |  |
| 1972. szeptember 7. 15:00 | (25–34)             |         |                   |  |

Az 5. helyért
| 1972. szeptember 9. 16:00 | Jugoszlávia (YUG) | 86 – 70 | Puerto Rico (PUR) |  |
| 1972. szeptember 9. 16:00 | (40–42)           |         |                   |  |

| Csapat            | Helyezés |
| ----------------- | -------- |
| Jugoszlávia (YUG) | 5.       |

## Ökölvívás
| Versenyző      | Versenyszám   | Selejtező              | 32-es főtábla                  | Nyolcaddöntő               | Negyeddöntő                        | Elődöntő                  | Döntő                         | Helyezés |
| Versenyző      | Versenyszám   | Ellenfél Eredmény      | Ellenfél Eredmény              | Ellenfél Eredmény          | Ellenfél Eredmény                  | Ellenfél Eredmény         | Ellenfél Eredmény             | Helyezés |
| -------------- | ------------- | ---------------------- | ------------------------------ | -------------------------- | ---------------------------------- | ------------------------- | ----------------------------- | -------- |
| Zvonimir Vujin | Kisváltósúly  |                        | Robert Mwakosya (TAN) · RSC    | Sodnomyn Gombo (MGL) · 3-2 | Graham Moughton (GBR) · 5-0        | Ray Seales (USA) · 0-5    | kiesett                       |          |
| Svetomir Belić | Nagyváltósúly | Oumar Fall (SEN) · 4-1 | Anthony Richardson (NED) · 2-3 | kiesett                    | kiesett                            | kiesett                   | kiesett                       | 17.      |
| Mate Parlov    | Félnehézsúly  |                        | Noureddine Hassan (CHA) · RSC  | Tóth Imre (HUN) · RSC      | Miguel Cuello (ARG) · visszalépett | Janusz Gortat (POL) · 5-0 | Gilberto Carrillo (CUB) · RSC |          |

## Sportlövészet
Nyílt
| Versenyző           | Versenyszám           | Pont | Helyezés |
| ------------------- | --------------------- | ---- | -------- |
| Petar Bajić         | Szabadpisztoly        | 541  | 33.      |
| Zdravko Milutinović | Sportpuska, fekvő     | 593  | 30.      |
| Zdravko Milutinović | Sportpuska, összetett | 1144 | 10.      |

## Súlyemelés
| Versenyző        | Versenyszám | Nyomás   | Nyomás   | Szakítás | Szakítás | Lökés    | Lökés    | Összesen | Helyezés |
| Versenyző        | Versenyszám | Eredmény | Helyezés | Eredmény | Helyezés | Eredmény | Helyezés | Összesen | Helyezés |
| ---------------- | ----------- | -------- | -------- | -------- | -------- | -------- | -------- | -------- | -------- |
| Leopold Herenčić | 67,5 kg     | 142,5    | 7.       | 115,0    | 16.      | 142,5    | 18.      | 400,0    | 13.      |
| Jože Urankar     | 82,5 kg     | 145,0    | 11.      | 120,0    | 18.      | 160,0    | 15.      | 425,0    | 16.      |

## Torna
Férfi
| Versenyző                                                                                | Versenyszám      | Selejtező | Selejtező | Döntő    | Döntő    |
| Versenyző                                                                                | Versenyszám      | Pontszám  | Helyezés  | Pontszám | Helyezés |
| ---------------------------------------------------------------------------------------- | ---------------- | --------- | --------- | -------- | -------- |
| Janez Brodnik                                                                            | Talaj            | 17,45     | 60.       | kiesett  | kiesett  |
| Janez Brodnik                                                                            | Ugrás            | 18,30     | 30.       | kiesett  | kiesett  |
| Janez Brodnik                                                                            | Korlát           | 18,50     | 24.       | kiesett  | kiesett  |
| Janez Brodnik                                                                            | Nyújtó           | 18,35     | 30.       | kiesett  | kiesett  |
| Janez Brodnik                                                                            | Gyűrű            | 18,10     | 33.       | kiesett  | kiesett  |
| Janez Brodnik                                                                            | Lólengés         | 17,10     | 67.       | kiesett  | kiesett  |
| Janez Brodnik                                                                            | Egyéni összetett | 107,80    | 37.       | 108,850  | 32.*     |
| Ivica Hmjelovac                                                                          | Talaj            | 17,55     | 58.       | kiesett  | kiesett  |
| Ivica Hmjelovac                                                                          | Ugrás            | 18,10     | 47.       | kiesett  | kiesett  |
| Ivica Hmjelovac                                                                          | Korlát           | 17,75     | 68.       | kiesett  | kiesett  |
| Ivica Hmjelovac                                                                          | Nyújtó           | 17,15     | 78.       | kiesett  | kiesett  |
| Ivica Hmjelovac                                                                          | Gyűrű            | 17,20     | 65.       | kiesett  | kiesett  |
| Ivica Hmjelovac                                                                          | Lólengés         | 15,35     | 93.       | kiesett  | kiesett  |
| Ivica Hmjelovac                                                                          | Egyéni összetett | 103,10    | 79.       | kiesett  | kiesett  |
| Zoran Ivanović                                                                           | Talaj            | 16,45     | 99.       | kiesett  | kiesett  |
| Zoran Ivanović                                                                           | Ugrás            | 18,00     | 54.       | kiesett  | kiesett  |
| Zoran Ivanović                                                                           | Korlát           | 17,80     | 63.       | kiesett  | kiesett  |
| Zoran Ivanović                                                                           | Nyújtó           | 17,15     | 78.       | kiesett  | kiesett  |
| Zoran Ivanović                                                                           | Gyűrű            | 16,75     | 90.       | kiesett  | kiesett  |
| Zoran Ivanović                                                                           | Lólengés         | 17,70     | 45.       | kiesett  | kiesett  |
| Zoran Ivanović                                                                           | Egyéni összetett | 103,85    | 71.       | kiesett  | kiesett  |
| Milenko Kersnić                                                                          | Talaj            | 17,50     | 59.       | kiesett  | kiesett  |
| Milenko Kersnić                                                                          | Ugrás            | 18,10     | 47.       | kiesett  | kiesett  |
| Milenko Kersnić                                                                          | Korlát           | 18,35     | 32.       | kiesett  | kiesett  |
| Milenko Kersnić                                                                          | Nyújtó           | 17,75     | 50.       | kiesett  | kiesett  |
| Milenko Kersnić                                                                          | Gyűrű            | 16,80     | 88.       | kiesett  | kiesett  |
| Milenko Kersnić                                                                          | Lólengés         | 18,10     | 24.       | kiesett  | kiesett  |
| Milenko Kersnić                                                                          | Egyéni összetett | 106,60    | 47.       | kiesett  | kiesett  |
| Drago Šoštarić                                                                           | Talaj            | 15,25     | 110.      | kiesett  | kiesett  |
| Drago Šoštarić                                                                           | Ugrás            | 17,95     | 64.       | kiesett  | kiesett  |
| Drago Šoštarić                                                                           | Korlát           | 17,90     | 58.       | kiesett  | kiesett  |
| Drago Šoštarić                                                                           | Nyújtó           | 17,25     | 73.       | kiesett  | kiesett  |
| Drago Šoštarić                                                                           | Gyűrű            | 17,00     | 75.       | kiesett  | kiesett  |
| Drago Šoštarić                                                                           | Lólengés         | 16,55     | 78.       | kiesett  | kiesett  |
| Drago Šoštarić                                                                           | Egyéni összetett | 101,90    | 86.       | kiesett  | kiesett  |
| Miloš Vratič                                                                             | Talaj            | 17,25     | 68.       | kiesett  | kiesett  |
| Miloš Vratič                                                                             | Ugrás            | 18,20     | 41.       | kiesett  | kiesett  |
| Miloš Vratič                                                                             | Korlát           | 18,05     | 52.       | kiesett  | kiesett  |
| Miloš Vratič                                                                             | Nyújtó           | 18,05     | 39.       | kiesett  | kiesett  |
| Miloš Vratič                                                                             | Gyűrű            | 17,55     | 55.       | kiesett  | kiesett  |
| Miloš Vratič                                                                             | Lólengés         | 17,70     | 45.       | kiesett  | kiesett  |
| Miloš Vratič                                                                             | Egyéni összetett | 106,80    | 44.*      | kiesett  | kiesett  |
| Janez Brodnik Ivica Hmjelovac Zoran Ivanović Milenko Kersnić Drago Šoštarić Miloš Vratič | Csapat összetett |           |           | 530,10   | 12.      |

Női
| Versenyző                                                                                        | Versenyszám      | Selejtező | Selejtező | Döntő    | Döntő    |
| Versenyző                                                                                        | Versenyszám      | Pontszám  | Helyezés  | Pontszám | Helyezés |
| ------------------------------------------------------------------------------------------------ | ---------------- | --------- | --------- | -------- | -------- |
| Nataša Bajin-Šljepica                                                                            | Talaj            | 17,65     | 62.       | kiesett  | kiesett  |
| Nataša Bajin-Šljepica                                                                            | Ugrás            | 17,35     | 81.       | kiesett  | kiesett  |
| Nataša Bajin-Šljepica                                                                            | Felemás korlát   | 17,50     | 67.       | kiesett  | kiesett  |
| Nataša Bajin-Šljepica                                                                            | Gerenda          | 17,35     | 42.       | kiesett  | kiesett  |
| Nataša Bajin-Šljepica                                                                            | Egyéni összetett | 69,85     | 62.       | kiesett  | kiesett  |
| Olga Bumbić                                                                                      | Talaj            | 17,10     | 99.       | kiesett  | kiesett  |
| Olga Bumbić                                                                                      | Ugrás            | 17,05     | 97.       | kiesett  | kiesett  |
| Olga Bumbić                                                                                      | Felemás korlát   | 16,55     | 97.       | kiesett  | kiesett  |
| Olga Bumbić                                                                                      | Gerenda          | 15,50     | 114.      | kiesett  | kiesett  |
| Olga Bumbić                                                                                      | Egyéni összetett | 66,20     | 108.      | kiesett  | kiesett  |
| Erna Havelka                                                                                     | Talaj            | 17,50     | 74.       | kiesett  | kiesett  |
| Erna Havelka                                                                                     | Ugrás            | 17,00     | 101.      | kiesett  | kiesett  |
| Erna Havelka                                                                                     | Felemás korlát   | 16,70     | 92.       | kiesett  | kiesett  |
| Erna Havelka                                                                                     | Gerenda          | 15,75     | 111.      | kiesett  | kiesett  |
| Erna Havelka                                                                                     | Egyéni összetett | 66,95     | 103.      | kiesett  | kiesett  |
| Slaviča Kundačina                                                                                | Talaj            | 17,10     | 99.       | kiesett  | kiesett  |
| Slaviča Kundačina                                                                                | Ugrás            | 17,55     | 65.       | kiesett  | kiesett  |
| Slaviča Kundačina                                                                                | Felemás korlát   | 16,25     | 105.      | kiesett  | kiesett  |
| Slaviča Kundačina                                                                                | Gerenda          | 16,75     | 79.       | kiesett  | kiesett  |
| Slaviča Kundačina                                                                                | Egyéni összetett | 67,65     | 91.**     | kiesett  | kiesett  |
| Nevenka Puškarević                                                                               | Talaj            | 16,70     | 115.      | kiesett  | kiesett  |
| Nevenka Puškarević                                                                               | Ugrás            | 17,20     | 89.       | kiesett  | kiesett  |
| Nevenka Puškarević                                                                               | Felemás korlát   | 16,20     | 106.      | kiesett  | kiesett  |
| Nevenka Puškarević                                                                               | Gerenda          | 16,90     | 69.       | kiesett  | kiesett  |
| Nevenka Puškarević                                                                               | Egyéni összetett | 67,00     | 102.      | kiesett  | kiesett  |
| Marija Težak                                                                                     | Talaj            | 17,05     | 104.      | kiesett  | kiesett  |
| Marija Težak                                                                                     | Ugrás            | 17,25     | 88.       | kiesett  | kiesett  |
| Marija Težak                                                                                     | Felemás korlát   | 16,35     | 100.      | kiesett  | kiesett  |
| Marija Težak                                                                                     | Gerenda          | 16,70     | 85.       | kiesett  | kiesett  |
| Marija Težak                                                                                     | Egyéni összetett | 67,35     | 95.*      | kiesett  | kiesett  |
| Nataša Bajin-Šljepica Olga Bumbić Erna Havelka Slaviča Kundačina Nevenka Puškarević Marija Težak | Csapat összetett |           |           | 339,55   | 17.      |

* - egy másik versenyzővel azonos eredményt ért el

** - két másik versenyzővel azonos eredményt ért el

## Úszás
Férfi
| Versenyző             | Versenyszám    | Előfutam | Előfutam | Előfutam | Elődöntő | Elődöntő | Elődöntő | Döntő   | Döntő    |
| Versenyző             | Versenyszám    | Idő      | Hely.    | Össz.    | Idő      | Hely.    | Össz.    | Idő     | Helyezés |
| --------------------- | -------------- | -------- | -------- | -------- | -------- | -------- | -------- | ------- | -------- |
| Sandro Rudan          | 100 m gyors    | 56,91    | 6.       | 42.      | kiesett  | kiesett  | kiesett  | kiesett | kiesett  |
| Sandro Rudan          | 200 m gyors    | 2:05,88  | 6.       | 40.      |          |          |          | kiesett | kiesett  |
| Nenad Miloš           | 100 m hát      | 1:00,94  | 3.       | 13.      | 1:01,29  | 8.       | 16.      | kiesett | kiesett  |
| Nenad Miloš           | 200 m hát      | 2:12,99  | 3.       | 17.      |          |          |          | kiesett | kiesett  |
| Predrag Miloš         | 200 m hát      | 2:18,43  | 8.       | 29.      |          |          |          | kiesett | kiesett  |
| Predrag Miloš         | 100 m hát      | 1:03,02  | 5.       | 29.      | kiesett  | kiesett  | kiesett  | kiesett | kiesett  |
| Aleksandar Pavličević | 100 m pillangó | 1:00,29  | 8.       | 31.      | kiesett  | kiesett  | kiesett  | kiesett | kiesett  |

Női
| Versenyző       | Versenyszám | Előfutam | Előfutam | Előfutam | Elődöntő | Elődöntő | Elődöntő | Döntő   | Döntő    |
| Versenyző       | Versenyszám | Idő      | Hely.    | Össz.    | Idő      | Hely.    | Össz.    | Idő     | Helyezés |
| --------------- | ----------- | -------- | -------- | -------- | -------- | -------- | -------- | ------- | -------- |
| Zdenka Gašparač | 100 m hát   | 1:09,72  | 4.       | 22.      | kiesett  | kiesett  | kiesett  | kiesett | kiesett  |
| Zdenka Gašparač | 200 m hát   | 2:33,57  | 6.       | 31.      |          |          |          | kiesett | kiesett  |

## Vitorlázás
Nyílt
| Versenyző                | Versenyszám     | Futam | Futam | Futam | Futam | Futam  | Futam  | Futam | Pontszám | Helyezés |
| Versenyző                | Versenyszám     | 1     | 2     | 3     | 4     | 5      | 6      | 7     | Pontszám | Helyezés |
| ------------------------ | --------------- | ----- | ----- | ----- | ----- | ------ | ------ | ----- | -------- | -------- |
| Minski Fabris            | Finn dingi      | 21,0  | 34,0  | 35,0  | 25,0  | 18,0   | (41,0) | 13,0  | 146,0    | 21.      |
| Antun Grego Simo Nikolić | Repülő hollandi | 3,0   | 13,0  | 11,7  | 10,0  | (22,0) | 13,0   | 13,0  | 63,7     | 5.       |

## Vízilabda
| Jugoszláv férfi vízilabdacsapat-játékoskeret                                                            | Jugoszláv férfi vízilabdacsapat-játékoskeret                                 |
| --- | ---------------------------------------------------------------------------- |
| - Dušan Antunović - Siniša Belamarić - Ozren Bonačić - Zoran Janković - Ronald Lopatni - Miloš Marković | - Uroš Marović - Đorđe Perišić - Ratko Rudić - Mirko Sandić - Karlo Stipanić |

### Eredmények
Csoportkör
A csoport
| Csapat                 | M | Gy | D | V | G+ | G– | Gk  | P  |
| ---------------------- | - | -- | - | - | -- | -- | --- | -- |
| Egyesült Államok (USA) | 5 | 5  | 0 | 0 | 31 | 18 | +13 | 10 |
| Jugoszlávia (YUG)      | 5 | 4  | 0 | 1 | 35 | 24 | +11 | 8  |
| Kuba (CUB)             | 5 | 3  | 0 | 2 | 28 | 23 | +5  | 6  |
| Románia (ROU)          | 5 | 2  | 0 | 3 | 38 | 26 | +12 | 4  |
| Mexikó (MEX)           | 5 | 1  | 0 | 4 | 25 | 30 | –5  | 2  |
| Kanada (CAN)           | 5 | 0  | 0 | 5 | 14 | 50 | –36 | 0  |

| 1972. augusztus 27. 10:00 | Jugoszlávia (YUG)    | 12 – 4 | Kanada (CAN) |  |
| 1972. augusztus 27. 10:00 | (3–1, 4–1, 3–1, 2–1) |        |              |  |
| 1972. augusztus 27. 10:00 | Janković 3           |        | Barry 2      |  |

| 1972. augusztus 28. 20:00 | Románia (ROU)        | 7 – 8 | Jugoszlávia (YUG) |  |
| 1972. augusztus 28. 20:00 | (3–2, 2–1, 2–2, 0–3) |       |                   |  |
| 1972. augusztus 28. 20:00 | három játékos 2      |       | Rudić 3           |  |

| 1972. augusztus 29. 13:00 | Mexikó (MEX)         | 3 – 5 | Jugoszlávia (YUG) |  |
| 1972. augusztus 29. 13:00 | (0–1, 1–1, 1–3, 1–0) |       |                   |  |
| 1972. augusztus 29. 13:00 | három játékos 1      |       | Marović 2         |  |

| 1972. augusztus 30. 10:00 | Jugoszlávia (YUG)    | 7 – 5 | Kuba (CUB) |  |
| 1972. augusztus 30. 10:00 | (0–2, 3–1, 2–1, 2–1) |       |            |  |
| 1972. augusztus 30. 10:00 | Lopatni 3            |       | Sánchez 4  |  |

| 1972. augusztus 31. 13:00 | Jugoszlávia (YUG)    | 3 – 5 | Egyesült Államok (USA) |  |
| 1972. augusztus 31. 13:00 | (0–1, 1–1, 1–2, 1–1) |       |                        |  |
| 1972. augusztus 31. 13:00 | három játékos 1      |       | Ferguson 2             |  |

Döntő csoportkör
| 1972. szeptember 1. 19:30 | Jugoszlávia (YUG)    | 4 – 5 | Szovjetunió (URS) |  |
| 1972. szeptember 1. 19:30 | (1–2, 0–2, 2–0, 1–1) |       |                   |  |
| 1972. szeptember 1. 19:30 | Bonačić 2            |       | Barkalov 3        |  |

| 1972. szeptember 2. 14:00 | Jugoszlávia (YUG)    | 6 – 6 | Olaszország (ITA) |  |
| 1972. szeptember 2. 14:00 | (2–2, 2–1, 1–1, 1–2) |       |                   |  |
| 1972. szeptember 2. 14:00 | Marović 2            |       | Simeoni 3         |  |

| 1972. szeptember 3. 15:00 | Jugoszlávia (YUG)    | 2 – 4 | Magyarország (HUN) |  |
| 1972. szeptember 3. 15:00 | (0–1, 1–1, 0–1, 1–1) |       |                    |  |
| 1972. szeptember 3. 15:00 | Antunović, Bonačić 1 |       | Sárosi 2           |  |

| 1972. szeptember 4. 14:00 | Jugoszlávia (YUG)    | 5 – 4 | NSZK (FRG)     |  |
| 1972. szeptember 4. 14:00 | (3–0, 0–1, 1–1, 1–2) |       |                |  |
| 1972. szeptember 4. 14:00 | öt játékos 1         |       | négy játékos 1 |  |

A táblázat tartalmazza az A csoportban lejátszott Jugoszlávia – Egyesült Államok 3–5-ös eredményt.
| Csapat                 | M | Gy | D | V | G+ | G– | Gk | P |
| ---------------------- | - | -- | - | - | -- | -- | -- | - |
| Szovjetunió (URS)      | 5 | 3  | 2 | 0 | 22 | 16 | +6 | 8 |
| Magyarország (HUN)     | 5 | 3  | 2 | 0 | 23 | 18 | +5 | 8 |
| Egyesült Államok (USA) | 5 | 2  | 2 | 1 | 24 | 23 | +1 | 6 |
| NSZK (FRG)             | 5 | 0  | 3 | 2 | 15 | 18 | –3 | 3 |
| Jugoszlávia (YUG)      | 5 | 1  | 1 | 3 | 20 | 24 | –4 | 3 |
| Olaszország (ITA)      | 5 | 0  | 2 | 3 | 21 | 26 | –5 | 2 |

| Csapat            | Helyezés |
| ----------------- | -------- |
| Jugoszlávia (YUG) | 5.       |